# Recopa d'Europa de futbol 1976-77
La Recopa d'Europa de futbol 1976-77 fou la dissetena edició de la Recopa d'Europa de futbol. La final fou guanyada per l'Hamburger SV davant del RSC Anderlecht, el campió vigent.

## Ronda preliminar
| Equip 1      | Global | Equip 2     | Anada | Tornada |
| ------------ | ------ | ----------- | ----- | ------- |
| Cardiff City | 2(c)-2 | Servette FC | 1-0   | 1-2     |

## Primera ronda
| Equip 1                  | Global | Equip 2                  | Anada | Tornada |
| ------------------------ | ------ | ------------------------ | ----- | ------- |
| CSU Galaţi               | 2-5    | Boavista FC              | 2-3   | 0-2     |
| Levski Spartak           | 19-3   | Lahden Reipas            | 12-2  | 7-1     |
| SK Rapid Wien            | 2-3    | Atlètic de Madrid        | 1-2   | 1-1     |
| Lierse SK                | 1-3    | Hajduk Split             | 1-0   | 0-3     |
| Cardiff City             | 1-3    | FC Dinamo Tbilisi        | 1-0   | 0-3     |
| MTK/VM Budapest          | 4-2    | Sparta Praga             | 3-1   | 1-1     |
| Hamburger SV             | 4-1    | Keflavik ÍF              | 3-0   | 1-1     |
| 1. FC Lokomotive Leipzig | 3-5    | Heart of Midlothian F.C. | 2-0   | 1-5     |
| Floriana FC              | 1-6    | Śląsk Wrocław            | 1-4   | 0-2     |
| Bohemian FC              | 3-1    | Esbjerg fB               | 2-1   | 1-0     |
| Iraklis                  | 0-2    | APOEL FC                 | 0-0   | 0-2     |
| FK Bodø/Glimt            | 0-3    | SSC Napoli               | 0-2   | 0-1     |
| RSC Anderlecht           | 5-3    | Roda JC                  | 2-1   | 3-2     |
| AIK                      | 2-3    | Galatasaray SK           | 1-2   | 1-1     |
| Carrick Rangers          | 4-3    | FC Aris Bonnevoie        | 3-1   | 1-2     |
| Southampton FC           | 5-2    | Olympique de Marsella    | 4-0   | 1-2     |

## Segona ronda
| Equip 1           | Global | Equip 2                | Anada | Tornada |
| ----------------- | ------ | ---------------------- | ----- | ------- |
| Boavista FC       | 3-3(c) | Levski Spartak         | 3-1   | 0-2     |
| Atlètic de Madrid | 3-1    | Hajduk Split           | 1-0   | 2-1     |
| FC Dinamo Tbilisi | 1-5    | MTK/VM Budapest        | 1-4   | 0-1     |
| Hamburger SV      | 8-3    | Heart of Midlothian FC | 4-2   | 4-1     |
| Śląsk Wrocław     | 4-0    | Bohemian FC            | 3-0   | 1-0     |
| APOEL FC          | 1-3    | SSC Napoli             | 1-1   | 0-2     |
| RSC Anderlecht    | 10-2   | Galatasaray SK         | 5-1   | 5-1     |
| Carrick Rangers   | 3-9    | Southampton FC         | 2-5   | 1-4     |

## Quarts de final
| Equip 1         | Global | Equip 2           | Anada | Tornada |
| --------------- | ------ | ----------------- | ----- | ------- |
| Levski Spartak  | 2-3    | Atlètic de Madrid | 2-1   | 0-2     |
| MTK/VM Budapest | 2-5    | Hamburger SV      | 1-1   | 1-4     |
| Śląsk Wrocław   | 0-2    | SSC Napoli        | 0-0   | 0-2     |
| RSC Anderlecht  | 3-2    | Southampton FC    | 2-0   | 1-2     |

## Semifinals
| Equip 1           | Global | Equip 2        | Anada | Tornada |
| ----------------- | ------ | -------------- | ----- | ------- |
| Atlètic de Madrid | 3-4    | Hamburger SV   | 3-1   | 0-3     |
| SSC Napoli        | 1-2    | RSC Anderlecht | 1-0   | 0-2     |

## Final
Nou anys després de perdre la seva primera final europea, l'Hamburg derrotà l'Anderlecht, que així es convertia en el quart equip que fracassava en l'intent de guanyar dues finals consecutives de la Recopa d'Europa.
| Hamburger SV                     | 2 – 0 | RSC Anderlecht |
| -------------------------------- | ----- | -------------- |
| Volkert 78' (penal) · Magath 88' |       |                |

| Guanyador de la Recopa d'Europa 1976-77 |
| --------------------------------------- |
| Hamburger SV Primer títol               |